# فرناندو گایبور
فرناندو گایبور (انگلیسی: Fernando Gaibor؛ زاده ۸ اکتبر ۱۹۹۱) یک بازیکن فوتبال اهل اکوادور است.
وی همچنین در تیم ملی فوتبال اکوادور بازی کرده است.